# Nero (gruppo musicale)
I Nero sono un gruppo musicale elettronico britannico, formato a Londra da Daniel Stephens, Joe Ray e Alana Watson. Il gruppo è principalmente conosciuto per composizioni drum and bass, dubstep e house.

## Storia del gruppo
Daniel Stephens e Joe Ray sono nati entrambi nel 1984 a Londra. Ray suonava la chitarra e Stephens il violoncello. Si conoscono all'età di quindici anni ed iniziano a lavorare insieme due anni dopo grazie alla comune passione per la musica elettronica, creando il proprio studio nella cameretta di Stephens. Nel 2004 pubblicano Space 2001, pezzo presente nel vinile Straight Outta Leicester pubblicato dalla Reformed Recordings. Poco dopo Sasha Frere-Jones, giornalista del The New Yorker, segnala il remix di Blinded by the Lights dei The Streets effettuato dai Nero, come uno dei suoi brani preferiti del 2009. Il brano viene trasmesso dalle radio e suonato da DJ come Chase & Status, Skream, Tiësto e Diplo.
Il 26 aprile 2010 viene pubblicato il loro primo singolo ufficiale intitolato Innocence, che raggiunge la posizione 167 della Official Singles Chart, la numero 16 della Official Dance Chart e la numero 11 della Official Independent Chart. Il 6 dicembre 2010 vengono nominati nel corso dell'annuale sondaggio Sound of 2011 della BBC. Intanto il 2 gennaio 2011 viene pubblicato un secondo singolo Me & You, che debutta alla quindicesima posizione dei singoli più venduti nel Regno Unito. Il 22 febbraio viene pubblicato il terzo singolo dei Nero Guilt, nominato da Zane Lowe come Hottest Record in the World on 22 February. Il singolo arriva all'ottava posizione della Official Singles Chart.
Il 15 agosto 2011 esce nei negozi Welcome Reality, album di debutto del gruppo, e per promuoverlo viene pubblicato un nuovo singolo Promises. L'album ed il singolo raggiungono rispettivamente la vetta delle classifiche degli album più venduti e dei singoli più venduti nel Regno Unito. Inoltre il gruppo produce il rapper Example che a poca distanza l'uno dall'altro piazza due singoli in vetta alle classifiche britanniche: Stay Awake e Changed the Way You Kiss Me. Intanto i Nero il 18 dicembre pubblicano un altro singolo Reaching Out, nel cui video compare Daryl Hall. Nel corso dell'autunno 2011 il gruppo gira il Regno Unito e gli Stati Uniti d'America in tour, con il supporto di Tinie Tempah. Nel 2012 collaborano con i Muse alla produzione del singolo Follow Me, contenuto nell'album The 2nd Law.

## Discografia

### Album in studio
- 2011 – Welcome Reality
- 2015 – Between II Worlds

### Singoli
- 2010 – Innocence/Electron
- 2011 – Me & You/Welcome Reality
- 2011 – Guilt
- 2011 – Promises
- 2011 – Crush on You
- 2011 – Reaching Out
- 2012 – Must Be the Feeling
- 2012 – Won't You (Be There)
- 2014 – Satisfy